# Beverbeek Classic
La Beverbeek Classic és una cursa ciclista d'un sol dia que es disputa pels voltants d'Hamont-Achel, a la província de Limburg, a Bèlgica. La cursa es creà el 1998 i fins al 2003 fou reservada a ciclistes amateurs.
A partir del 2005 la cursa s'integra al calendari de l'UCI Europa Tour amb una categoria 1.2.

## Palmarès
| Any  | Vencedor            | Segon             | Tercer            |
| ---- | ------------------- | ----------------- | ----------------- |
| 1998 | Pascal Appeldoorn   | Paul van Schaelen | Steven de Cuyper  |
| 1999 | Marcel Luppes       | Eric Torfs        | Koen Dierickx     |
| 2000 | Nico Mestdach       | Kris Deckers      | Tom Boonen        |
| 2001 | Koen Das            | Jan Klaes         | Steven Persoons   |
| 2002 | Philippe Vereecke   | Tom Braem         | Mathieu Lamothe   |
| 2003 | Mark Vlijm          | Hans Dekkers      | Johan Vansummeren |
| 2004 | no disputada        | no disputada      | no disputada      |
| 2005 | Jarno van Mingeroet | Hans Dekkers      | Steve Schets      |
| 2006 | Evert Verbist       | Tom Veelers       | Alain van Katwijk |
| 2007 | Nico Sijmens        | Martijn Maaskant  | Dennis Kreder     |
| 2008 | Johan Coenen        | Thomas Berkhout   | Domenik Klemme    |
| 2009 | Andreas Schillinger | Maarten Neyens    | Dennis Vanendert  |
| 2010 | Yannick Eijssen     | Edwig Cammaerts   | Grégory Joseph    |
| 2011 | Evert Verbist       | Dries Hollanders  | Sven Jodts        |
| 2012 | Tom Van Asbroeck    | Ian Wilkinson     | Alexandre Blain   |
| 2013 | Nicky van der Lijke | Dries Hollanders  | Tom Vermeer       |
| 2014 | Rob Leemans         | Joren Segers      | Rutger Wouters    |